# Christine e Léa Papin
Christine Papin (8 marzo 1905 – 18 maggio 1937) e 
Léa Papin (15 settembre 1911 – 24 luglio 2001) meglio conosciute con il nome di sorelle Papin, furono due collaboratrici domestiche che il 2 febbraio 1933 a Le Mans, uccisero la donna presso cui erano entrambe impiegate e la figlia di lei.
A questo tragico avvenimento, che sarà conosciuto come il caso Papin (affaire Papin), seguì un processo che suscitò molto interesse in Francia, sia nelle classi lavoratrici sia nei circoli intellettuali. L'interesse trascese il crimine commesso, sollevando questioni sociali quali lo sfruttamento sul lavoro di alcune categorie. 
Molti scrittori e cineasti trassero ispirazione da questa vicenda.

## Il caso
Nell'aprile del 1926 Léonie Lancelin (nata Léonie Rinjard, di 56 anni), moglie di René Lancelin, ex avvocato e impiegato come amministratore presso l'agenzia assicurativa Mutuelle du Mans, rinnovò i domestici alle sue dipendenze che avrebbero dovuto occuparsi dell'abitazione a Le Mans. Vennero scelte come cuoca Christine Papin e come cameriera la sorella Léa. Le regole della casa prevedevano che le due domestiche non potessero parlare con nessuno al di fuori dei padroni, ovvero i Lancelin e la loro figlia Geneviève di 21 anni; per contro, oltre a vitto e alloggio, le dipendenti avrebbero ricevuto uno stipendio mensile di 300 franchi francesi, cosa che permise loro di accumulare nei sette anni trascorsi alle dipendenze la somma di 22.200 franchi.
A febbraio 1933, proprio in concomitanza con i festeggiamenti della città di Le Mans per il decimo anniversario della 24 Ore di Le Mans, scoppiò uno scandalo finanziario, riportato da tutti i giornali: il Banco Nazionale di Sconto crolló, rovinando gli azionisti che lo avevano sostenuto e sottoscritto attraverso l'agenzia amministrata da René Lancelin, il Mutuelles du Mans. L'uomo venne incriminato.
Dalla successiva ricostruzione, pare che la sera dell'omicidio Léa avesse, per la seconda volta, sistemato la scorta di pane in un luogo differente da quello stabilito. La prima volta, cinque anni prima, secondo la testimonianza di quest'ultima, lasciò inavvertitamente sul tappeto un pezzetto di carta, scivolatole dal cestino. Questa disattenzione scatenò una violenta reazione in Madame Lancelin, che la afferrò per le spalle e la costrinse a rassettare in ginocchio. La ragazza fu molto scossa dal comportamento della padrona e quella sera stessa si confidò con la sorella, aggiungendo però anche: "Che non succeda ancora o io mi difenderò". Gli esperti non diedero molta importanza all'episodio asserendo che le due sorelle non si diedero troppa pena e non vi avessero indugiato oltre, fatto di per sé dubbio, dato il grado eccessivo ed eccezionale della punizione. La psicoterapeuta Isabelle Bedouet, originaria di Le Mans, riscontrò delle similitudini con un altro delitto commesso sette mesi prima nella regione di Le Mans, contro una coppia di contadini di cui fornì notizia dettagliata nel suo libro, arrivando ad affermare che avrebbe potuto essere d'ispirazione per le sorelle Papin.

## Il crimine

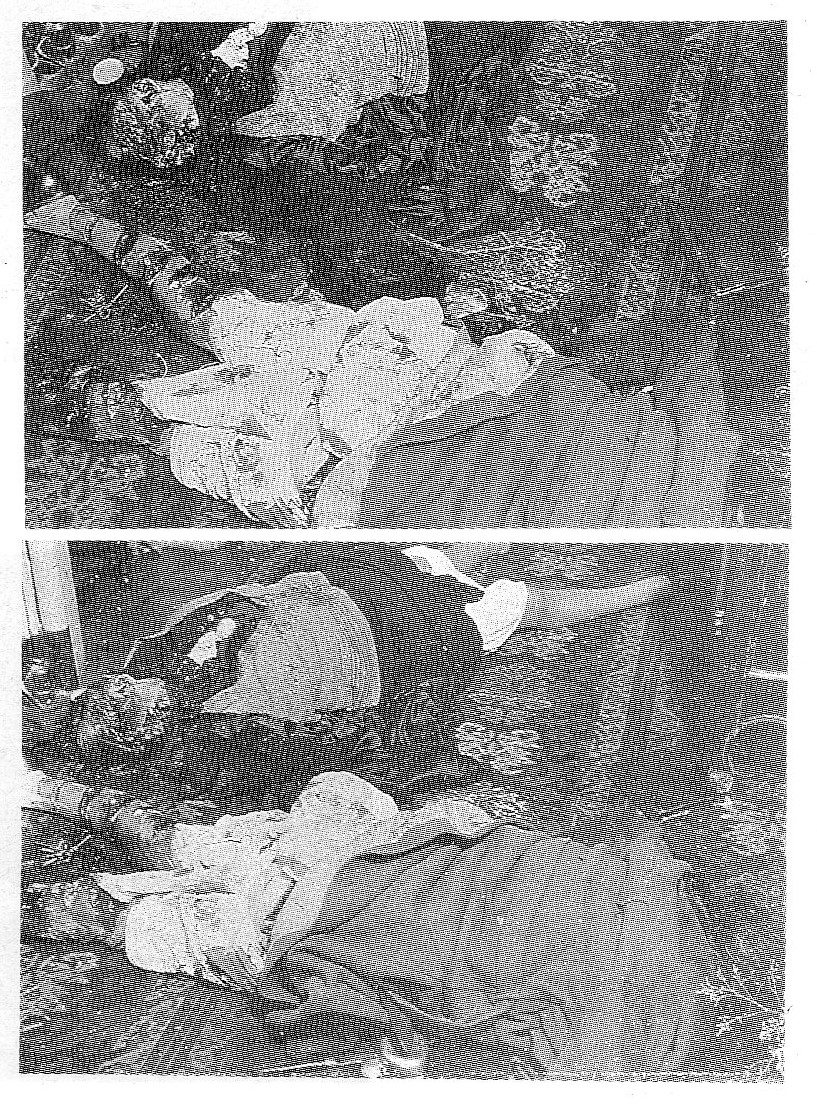
Le vittime delle sorelle Papin.

Giovedì 2 febbraio 1933 Madame Léonie e la figlia Geneviève trascorsero fuori casa gran parte del pomeriggio; la sorella maggiore Christine era occupata a stirare gl'indumenti freschi di bucato, mentre a Léa toccarono le faccende domestiche. Durante quel lasso di tempo, il ferro ebbe un malfunzionamento e causò un cortocircuito, con conseguente mancanza di corrente. L'elettricista a cui lo consegnarono quello stesso giorno, affinché lo riparasse, avrebbe affermato in seguito di non aver riscontrato guasti. La ricostruzione successiva ipotizzò che il crimine si fosse sviluppato per fasi: al ritorno di Madame Lancelin, Christine la avrebbe informata dell'accaduto. Ne sarebbe nata una discussione che in breve sarebbe degenerata in rissa in cui venne coinvolta la figlia Geneviève. Christine, pazza di rabbia, avrebbe colpito la donna e a mani nude cavato un occhio alla ragazza, intervenuta in soccorso della madre. A quel punto Christine avrebbe ordinato alla sorella di fare altrettanto con Madame Lancelin; Léa avrebbe eseguito, correndo poi a procurarsi degli attrezzi per meglio proseguire nell'attacco. Il patologo forense dottor Chartier nella sua relazione parlò di "poltiglia sanguinolenta" (bouillie sanglante). Dopo il crimine, le due sorelle si sarebbero lavate e preparate per la notte, architettando un alibi secondo cui il loro fu un atto di difesa ad un attacco da parte delle padrone.
René Lancelin trovò ad attenderlo al suo ritorno a casa uno spettacolo cruento. Il commissario Dupuy, avvisato, inviò sul luogo del delitto due caschi blu con un funzionario di polizia, tal Bouttier, che colpito da quanto gli si parò di fronte raccolse dopo il processo un dossier parallelo all'istruttoria con tanto di fotografie della scena del crimine. I cadaveri rivelarono enucleazione e percosse da corpi contundenti, verosimilmente mazza o martello; numerose le ferite da lama. Le vittime sarebbero state simili a conigli pronti per essere cucinati. Le due sorelle, dopo il delitto, si rinchiusero nella loro stanza al piano superiore e abbandonati sul pavimento furono rinvenuti un martello ed un coltello da cucina. Fu necessario l'intervento di un fabbro per farle uscire. Prostrate e scioccate ammisero entrambe senza esitazioni la loro colpevolezza, senza fare appello ad una ragione che ne indicasse la premeditazione.
L'informazione sul doppio crimine, dal giorno successivo, fu in prima pagina sul quotidiano locale La Sarthe e aprì la strada a mezzo secolo di disparate interpretazioni, sia in forma di polemiche fra esperti che di creazioni artistiche.
Nel 1933 tutta la Francia si appassionò a questa "doppietta raddoppiata" (due criminali - due vittime) e la popolazione si divise. Gran parte chiese giustizia, ma una cerchia ristretta, tra cui la rivista Détective o la stampa di sinistra come L'Humanité, trasformò la notizia facendo delle sorelle Papin le vittime esemplari della lotta di classe. Entrambe le posizioni procedettero dal medesimo assunto, vale a dire la negazione della soggettività delle sorelle Papin e della singolarità del loro crimine. Per ciò che concerne l'"umanità" delle due criminali, le sorelle vennero definite "bestiali", da alcuni col significato di "proprio delle bestie", da altri con quello etimologico di bestie offerte agli dei, dunque di vittime.
Fra i giornalisti che si occuparono del caso Papin vi furono due fratelli similmente stretti in un ugual "complesso fraterno". I due giornalisti, J. e J. Tharaud si sarebbero fatti chiamare così benché le loro iniziali non corrispondessero alla J per entrambi e Paris-soir, una delle testate più conosciute per cui lavoravano, li presentò come "il loro inviato speciale Jérôme Jean Tharaud", come se fossero stati un'unica persona. Persino i loro articoli avrebbero riportato un'unica firma.

## Le sorelle Papin

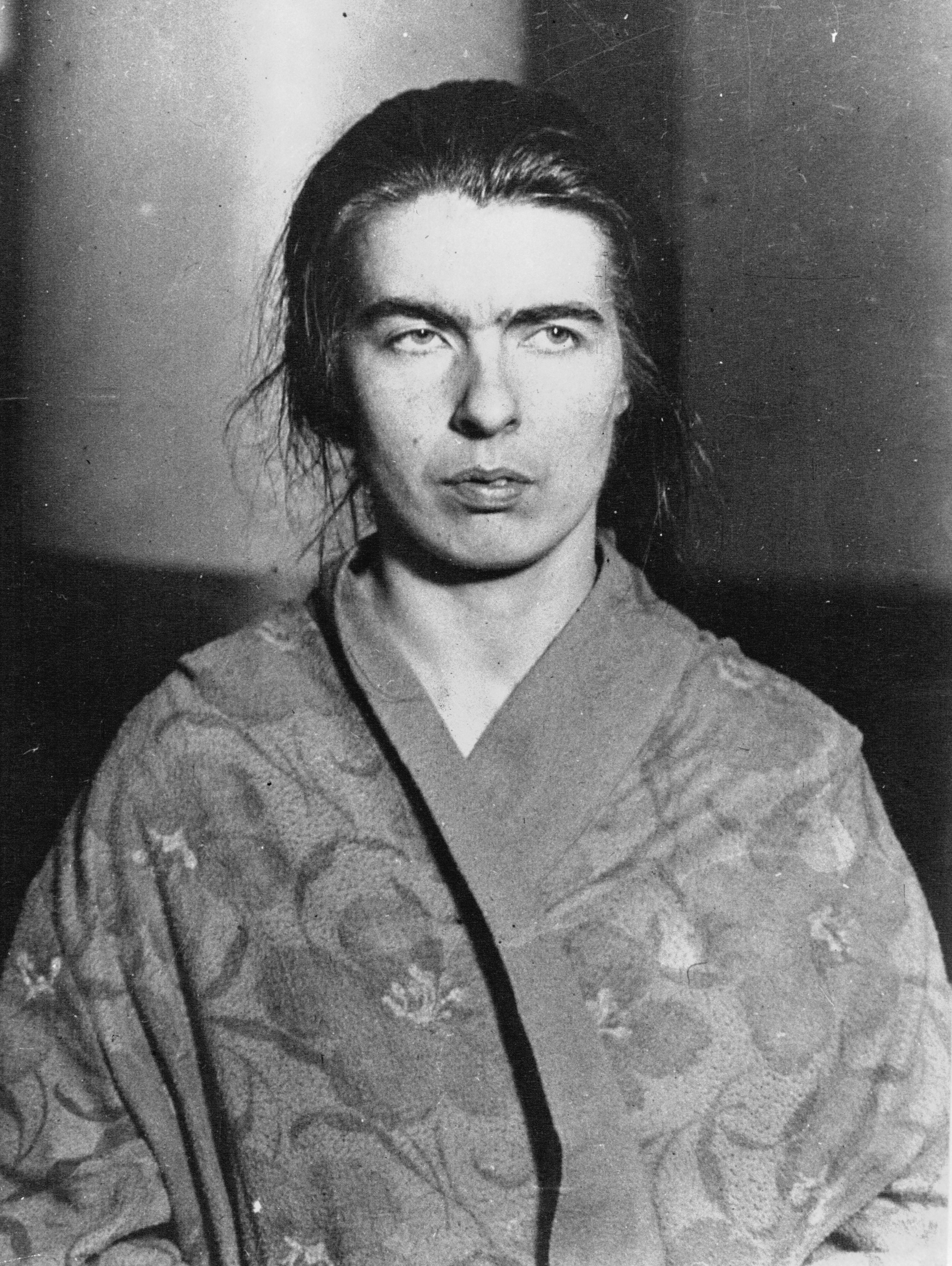
Christine Papin.

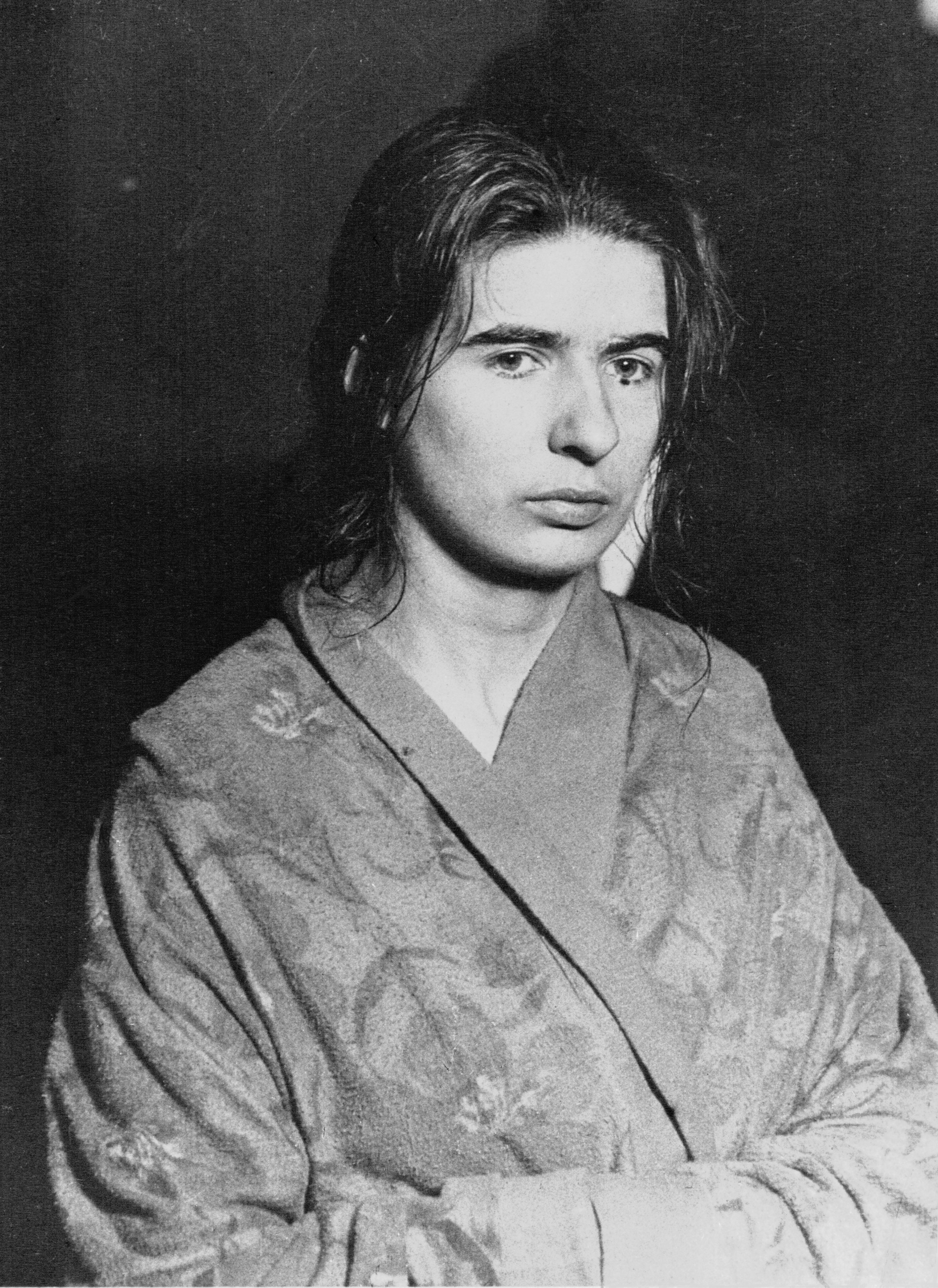
Lea Papin.

Le sorelle Papin nacquero dall'unione di Clémence Derré, moglie infedele e madre poco affettuosa, e Gustave Papin, uomo debole e bevitore. La coppia si sposò nell'ottobre 1901 e Clèmence dopo quattro mesi partorí Emilia, figlia maggiore della coppia. Quando Clémence scoprì che la figlia a soli 10 anni era stata stuprata dal marito, lo abbandonó. Il divorzio venne pronunciato nel 1913 senza che l'incesto fosse denunciato. Emilia venne rinchiusa in una casa di correzione, scelta dalla madre. Si avanzarono dubbi sulla paternità biologica di Gustave.
Né Christine né Léa crebbero con la madre, che le sistemò qua e là a suo piacimento, sia nell'infanzia che nell'adolescenza, fino a che le due sorelle non incontrarono la famiglia Lancelin. Quando non erano in orfanotrofio, presso istituzioni religiose, lavoravano come domestiche, ma separatamente. Christine e Léa cambiarono spesso lavoro e casa, poiché la madre considerava sempre insufficiente il loro salario. Fu Clémence ad introdurre Christine, di 22 anni, presso i Lancelin e fu sempre Clémence, due mesi più tardi, ad ottenere che venisse assunta come aiutante anche la figlia minore. Le regole in vigore nella casa furono stabilite al momento dell'assunzione: le domestiche si relazionavano con la sola Madame Lancelin che impartiva ordini (spesso con semplici biglietti) a Christine che a sua volta li trasmetteva a Léa. Le due sorelle vennero ritratte come cameriere modello dai loro ex datori di lavoro, in particolare dal signor Lancelin, dai vicini e dagli amici, che notarono comunque in Christine una bizzarra intolleranza verso le osservazioni che le venivano mosse.
La mancanza di un movente razionale per questo delitto si evinse anche dal fatto che in più occasioni durante il processo, le due sorelle ripeterono di non avere assolutamente nulla da rimproverare ai principali, avendo abbastanza risparmi per potersi cercare un lavoro altrove, se solo lo avessero desiderato. Ben nutrite, ben alloggiate e ben trattate dai Lancelin, in sei anni non chiesero mai un permesso, una libera uscita. Durante il tempo libero a loro disposizione, le due sorelle stavano ritirate nella loro stanza da dove uscivano solamente per recarsi a messa la domenica mattina, vestite elegantemente. Non fecero mai conoscenza con altre persone o con la servitù delle case vicine, né con i mercanti del quartiere che le giudicavano "particolari". Un affetto esclusivo ed estremo legava le due sorelle che si promisero l'un l'altra di non separarsi mai per un uomo. 
Tre sono gli avvenimenti, nella convivenza Lancelin-Papin, che gettarono nuova luce sull'omicidio:
- Nel 1929 Madame Lancelin, commossa dall'impegno nel lavoro delle due cameriere, si discostò dalla regola di neutralità, inizialmente stabilita, intervenendo direttamente con la madre affinché Christine e Léa potessero godere integralmente del loro salario. Da quel momento in poi Madame Lancelin non fu più solamente la principale, ma una donna che si prendeva cura delle sue dipendenti. Léa e Christine ricevettero ed interpretarono questo intervento come un segno di affetto e da quel momento si instaurò tra loro un legame diverso da quello abituale tra datore di lavoro e dipendente. Da quel momento, le due sorelle in privato, nelle loro confidenze chiamarono "mamma" Madame Lancelin.
- Il secondo avvenimento fu la conseguente rottura di Léa e Christine con la madre Clémence, sempre nel 1929, rottura improvvisa e definitiva quanto apparentemente immotivata, ma priva di discussioni e alterchi da entrambe la parti. Clémence, interrogata anche a tal riguardo, dichiarò di non conoscere affatto la ragione dell'allontanamento delle figlie. Lea e Christine, a loro volta interrogate, rievocarono i continui rimproveri della madre, sottolineando vieppiù la loro intolleranza verso chi muovesse loro delle osservazioni. Christine si riferì alla madre con l'espressione impersonale ed offensiva di "questa donna". Il signor Lancelin ed il cognato palesarono, in sede di processo, la loro passata preoccupazione per la rottura familiare che pare avesse reso le due sorelle cupe e taciturne.
- Il terzo atto avvenne presso il municipio di Le Mans nel 1931, a fine agosto. Mentre i Lancelin si trovavano in vacanza, le due sorelle, in uno stato di tensione ed eccitazione estreme, contattarono il sindaco Arsène Le Feuvre. Christine, silenziosamente sostenuta da Léa, si perse in un discorso incomprensibile, in cui chiese l'emancipazione della sorella. Stando alle sue affermazioni, entrambe avevano subito e subivano ancora una persecuzione da parte dei padroni di casa, incolpati di averle sequestrate. Le sorelle accusarono lo stesso sindaco di voler loro nuocere piuttosto che prestar loro soccorso. Le Feuvre le pregò di rivolgersi, a suo nome, al commissario. Questo fatto fece intravedere al sindaco e al segretario generale del municipio di Le Mans, un alone di follia. Entrambi le definirono "toccate".[11]

## Il processo

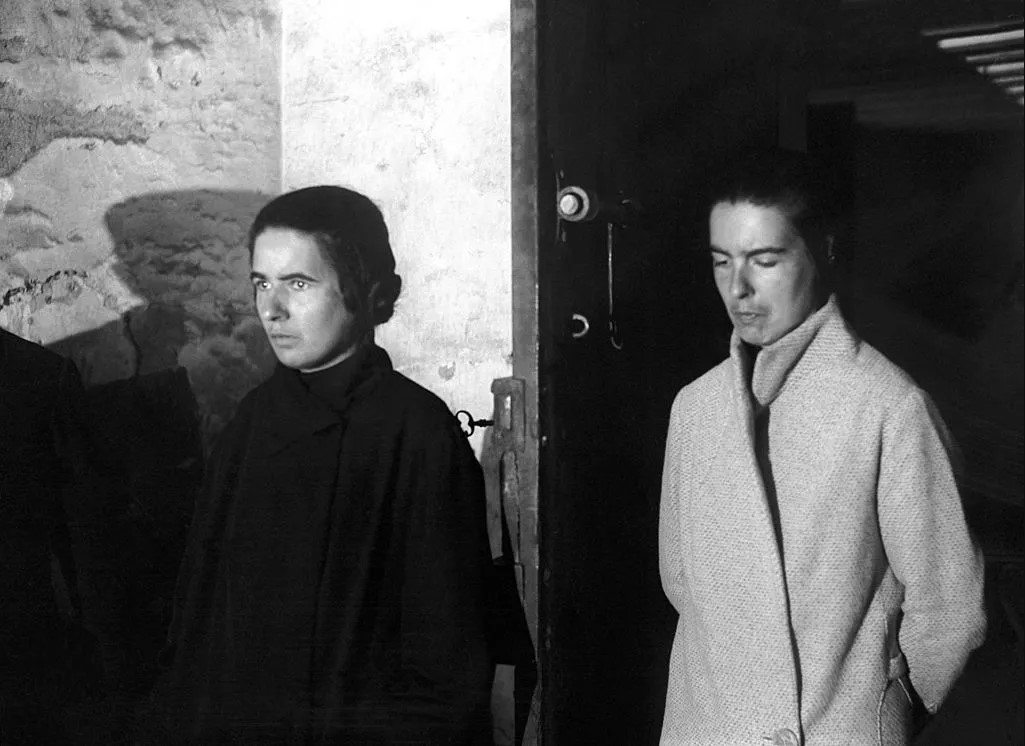
Le sorelle Papin condotte a giudizio.

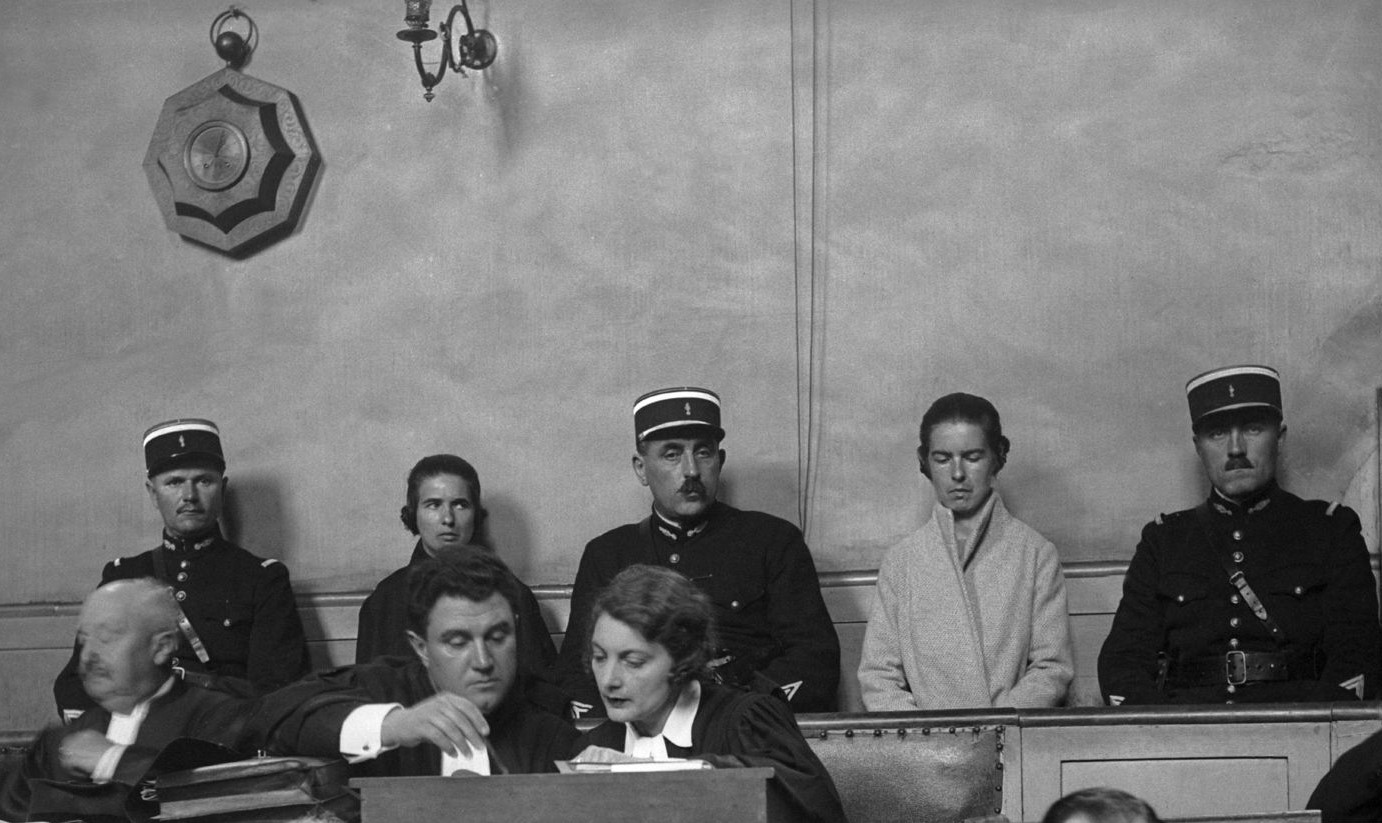
Le sorelle in tribunale.

L'istruttoria durò 25 settimane. Nel luglio del 1933 Christine Papin modificò la sua deposizione di fronte al giudice istruttore Hébert, accusandosi di entrambi gli omicidi. Il giudice modificò l'accusa e Lea divenne "complice" nell'omicidio di Madame Lancelin. Durante il processo, sia l'indagine che lo studio psichiatrico mostrarono la riluttanza del personale nel verificare in modo preciso le informazioni raccolte. La fretta di concludere da parte del giudice, dell'accusa e dei giurati, venne denunciata anche da molti osservatori, tra cui l'editorialista de L'Œuvre, che il giorno successivo al verdetto scrisse: 
"Non si dovrebbe esercitare la giustizia nei sopori post-prandiali e durante digestioni difficili".
Il processo, molto pubblicizzato, si aprì il 28 settembre 1933 alla corte di Le Mans per durare un solo giorno. La Corte d'Assise e i suoi dintorni furono invasi da una folla così grande che si rese necessaria, per la prima volta, l'emissione di un decreto del sindaco per regolare l'accesso al tribunale.
Nonostante la difesa (nella persona di Maître Germaine Briere, prima donna iscritta all'Ordine degli Avvocati di Le Mans) avesse richiesto una seconda perizia psichiatrica, con il supporto del dott. Logre che espresse un responso in contrasto con le diagnosi dei colleghi (egli insistette sui meccanismi e gli effetti del crimine a due e propose teorie diverse quali anomalia mentale, persecuzione, perversione sessuale, epilessia o isteroepilessia), i giurati immediatamente ritennero valido il punto di vista degli esperti Pierre Schützenberger, Victor Truelle e Jacques Baruk. Il crimine venne definito una crisi di rabbia (colère noire) che sarebbe degenerato in furia nelle due sorelle, considerate perfettamente sane.
Il diritto penale presuppone che una persona dichiarata "folle" al momento del delitto non possa essere accusata del delitto stesso; in prima istanza perché manchevole, al compimento dei fatti, del discernimento necessario ad una decisione volontaria e cosciente, ed in seconda istanza perché la psicosi da cui è affetto non le permetterebbe di comprendere quanto le viene sanzionato. La non-responsabilità penale generata da disturbi deliranti al momento dell'atto non è tuttavia una scusa funzionale, tanto più in corso di un processo penale, dove vengono evidenziate tutte le sfumature in grado d'influenzare gli eventi. Quando l'attenzione si posò su Christine, dichiaratasi nel mese di luglio responsabile unica del crimine, apparve palese che lei fosse la più forte ed anche la più "folle" tra le due, cosa che non evitò a Léa di essere ritenuta ugualmente colpevole delle proprie azioni, malgrado l'influenza della sorella su di lei.
Gli esperti non tennero nella dovuta considerazione i precedenti familiari delle due sorelle (padre alcolizzato, violenze coniugali, incesto ai danni della sorella maggiore, un cugino pazzo, uno zio impiccato, possibile relazione incestuosa fra le due sorelle, benché il loro comportamento denotasse maggiormente intimità fusionale), né della vita che singolarmente condussero. La dichiarazione del commissario a proposito dell'incidente avvenuto in municipio, si ridusse a nulla altro che a un complesso di persecuzione delle sorelle. L'accanimento sadico sui corpi delle vittime non fu valutato, dagli specialisti, come un indicatore di follia, dal momento che le due donne diedero prova del loro sangue freddo, sia pulendo meticolosamente le armi del delitto sia nell'essersi messe a letto subito dopo. La somiglianza con la preparazione d'un piatto di cucina non venne rivelata, particolare che invece ben si sarebbe accompagnato ad un atto insensato. Le numerose crisi di Christine in prigione (allucinazioni, perdita di memoria, propositi incomprensibili, automutilazione, delirio mistico) insieme alle dichiarazioni di detenute e guardie non furono valutate con serietà, poiché la stessa Christine dichiarò di "fare la commedia", termine che nell'accezione corrente di Le Mans avrebbe significato senza altra interpretazione possibile, "farsi beffe".
Il 29 settembre 1933 dopo 40 minuti di deliberazione, un tempo esiguo per un duplice omicidio, il verdetto, che Christine Papin ricevette inginocchiata, fu la pena di morte; per Léa, fu di dieci anni di lavori forzati e venti di divieto di soggiorno per complicità in omicidio. La maggiore fu graziata dal presidente Albert Lebrun il 22 gennaio 1934 e la sua condanna commutata in lavori forzati a vita.
Christine Papin venne trasferita nella prigione centrale di Rennes, dove sprofondò in una forte depressione con conseguente rifiuto sistematico del cibo. Il 25 maggio 1934 venne ricoverata prima in ospedale, poi al manicomio pubblico Saint-Méen di Rennes dove precipitò nella schizofrenia, prostrata, immobile, muta per la maggior parte del tempo. Morì il 18 maggio 1937 all'età di 32 anni per cachessia vesanica, conseguenza della malnutrizione di cui soffrì. Léa Papin venne rilasciata nel 1943; ricuciti i rapporti con la madre Clémence, lavorò come domestica in svariati hotel occidentali. In vecchiaia venne ospitata a Nantes (al numero 13 di rue Dobrée) presso una coppia che la fece passare come nonna dei propri figli. Morì il 24 luglio 2001 all'età di 89 anni, nubile e senza figli; fu sepolta nel cimitero La Bouteillerie, a Nantes.

## Analisi
Questo avvenimento è entrato a far parte della mitologia contemporanea. I surrealisti, come Paul Éluard e Benjamin Péret, affascinati da questo duplice omicidio, resero omaggio alla dimensione onirica della scena omicida. Jacques Lacan  se ne lasciò ispirare e sviluppò il tema della psicosi paranoica in Motifs du crime paranoïaque: le double crime des soeurs Papin. Smentendo la diagnosi espressa dall'esame psichiatrico forense, egli intravide all'origine della paranoia di Christine e Lea, la loro omosessualità o la loro relazione incestuosa e criticò la decisione del tribunale di ritenere le sorelle responsabili dei loro atti. Simone de Beauvoir ritenne che le sorelle, unite da un amore erotico, fossero vittime di una società arcaica, "macina orfani, macchina che fabbrica assassini”, (broyeuse d’orphelins, machine à fabriquer des assassins). Jean-Paul Sartre le trasformò in due eroine in grado di attaccare consapevolmente la borghesia, per vendetta contro un sistema pieno di pregiudizi e ingiustizie. Jean Lebrun su France Inter  parlò di odio sociale, nonostante la negazione, quale ragione scatenante per il delitto, ma anche di crimine paranoico o delirio.

## Riferimenti nella cultura di massa
Nel 1947 Jean Genet scrisse e mise in scena la commedia Les Bonnes (pur negando di aver subito il fascino della tragedia reale), che nel 1963 diventò un adattamento cinematografico dal titolo Les Abysses, ad opera di Nikos Papatakis. Con la regia di Claude Chabrol, uscì nel 1995 il film La Cérémonie, interpretato da Isabelle Huppert e Sandrine Bonnaire, mentre Jean-Pierre Denis riprenderà la vicenda nel film Les Blessures assassines (2000), dimostrando che, a distanza di 67 anni, il caso delle sorelle Papin suscitava ancora  interesse, frammisto ad interrogativi mai risolti. Altra pellicola ispirata al caso è la britannica Sister My Sister (1994), diretta da Nancy Meckler.